# Adel al-Mulla
Adel al-Mulla (arabisch عادل الملا, DMG ʿĀdil al-Mullā; * 7. Dezember 1970 in Katar; † 7. Mai 2022 in London, Vereinigtes Königreich) war ein katarischer Fußballspieler.

## Karriere
Adel al-Mulla begann mit dem Fußballspielen beim al-Arabi SC und spielte später für den al-Khor SC sowie für den al-Rayyan SC, ehe er zu al-Arabi zurückkehrte, wo er schließlich seine Karriere beendete.
Für die katarischen Nationalmannschaft absolvierte er 17 Länderspiele. Unter anderem sorgte er mit seinem Tor gegen Japan im Qualifikationsspiel für die Olympischen Spiele 1992 dafür, dass das katarische Team in Barcelona vertreten war. Dort belegte die Mannschaft den achten Platz. Des Weiteren nahm er mit Katar an der Asienmeisterschaft 2000 teil.
Er verstarb in Folge eines Herzinfarkts im Alter von 51 Jahren in London.